# Walter Underhill

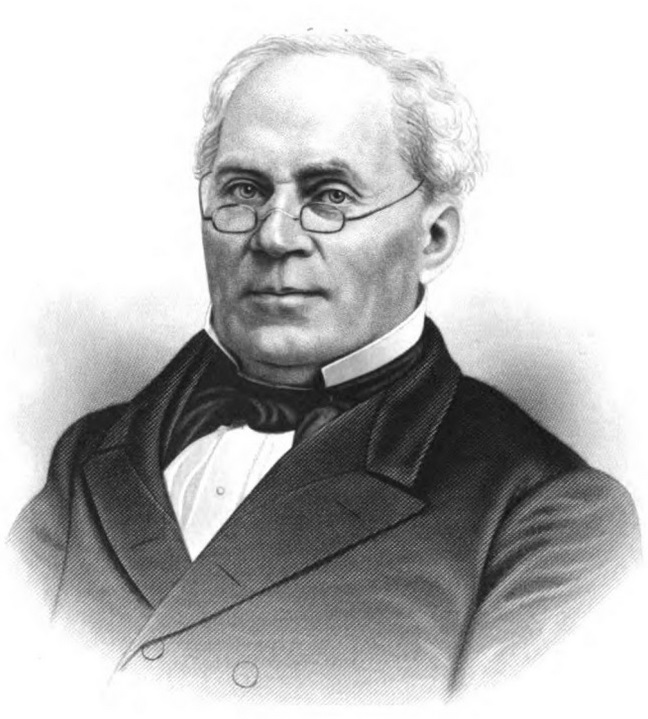
Walter Underhill

Walter Underhill (* 12. September 1795 in New York City; † 17. August 1866 in Whitestone, New York) war ein US-amerikanischer Politiker. Zwischen 1849 und 1851 vertrat er den Bundesstaat New York im US-Repräsentantenhaus.

## Werdegang
Walter Underhill wurde Ende des 18. Jahrhunderts in New York City geboren und wuchs dort auf. Er genoss eine gute Schulbildung und war danach als Trustee im Houses of Refuge tätig. Underhill war mehrere Jahre Kämmerer von New York City. Dann saß er zwischen 1845 und 1866 im Verwaltungsrat der Society for the Reformation of Juvenile Delinquents von New York City sowie zwischen 1857 und 1866 als deren Schatzmeister. Politisch gehörte er der Whig Party an. Bei den Kongresswahlen des Jahres 1848 wurde Underhill im vierten Wahlbezirk von New York in das US-Repräsentantenhaus in Washington, D.C. gewählt, wo er am 4. März 1851 die Nachfolge von William B. Maclay antrat. Da er im Jahr 1850 auf eine erneute Kandidatur verzichtete, schied er nach dem 3. März 1851 aus dem Kongress aus. 1853 wurde er Präsident der Mechanics & Traders’ Insurance Co. in New York City, eine Stellung, die er bis zu seinem Tod am 17. August 1866 in Whitestone innehatte. Sein Leichnam wurde auf dem Woodlawn Cemetery in New York City beigesetzt.